# Gare de Penchot
La gare de Penchot est une gare ferroviaire fermée de la ligne de Capdenac à Rodez. Elle est située sur la rive sud du Lot, au Riou Mort, sur le territoire de la commune de Boisse-Penchot, dans le département de l'Aveyron, région Occitanie, en France.
Mise en service en 1858 par la Compagnie du chemin de fer de Paris à Orléans (PO), elle est fermée à une date indéterminée.

## Situation ferroviaire
Établie à 187 mètres d'altitude, la gare fermée de Penchot est située au point kilométrique (PK) 255,338 de la ligne de Capdenac à Rodez, à la sortie est du tunnel de Penchot est identique dans les années 1950-65, entre la gare de Saint-Martin-de-Bouillac et la gare ouverte de Viviez - Decazeville,.

## Histoire
La gare de Saint-Martin est mise en service le 30 août 1858, lorsque la Compagnie du chemin de fer de Paris à Orléans (PO) ouvre à l'exploitation la première section de 35 km de son embranchement de Capdenac à Saint-Christophe.

Gare marchandise et gare d'eau sur le Lot
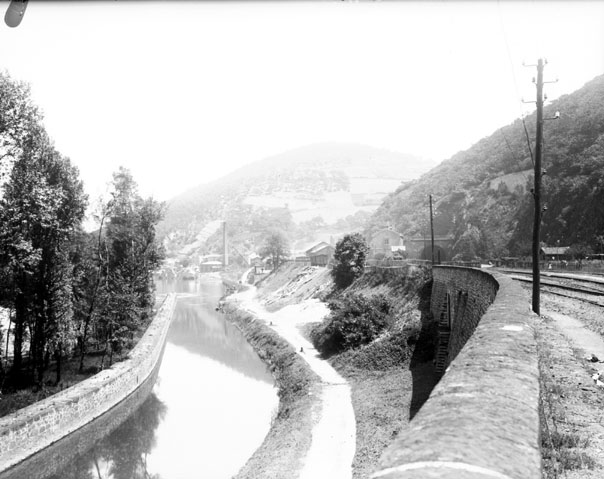
Le 4 juin 1898.
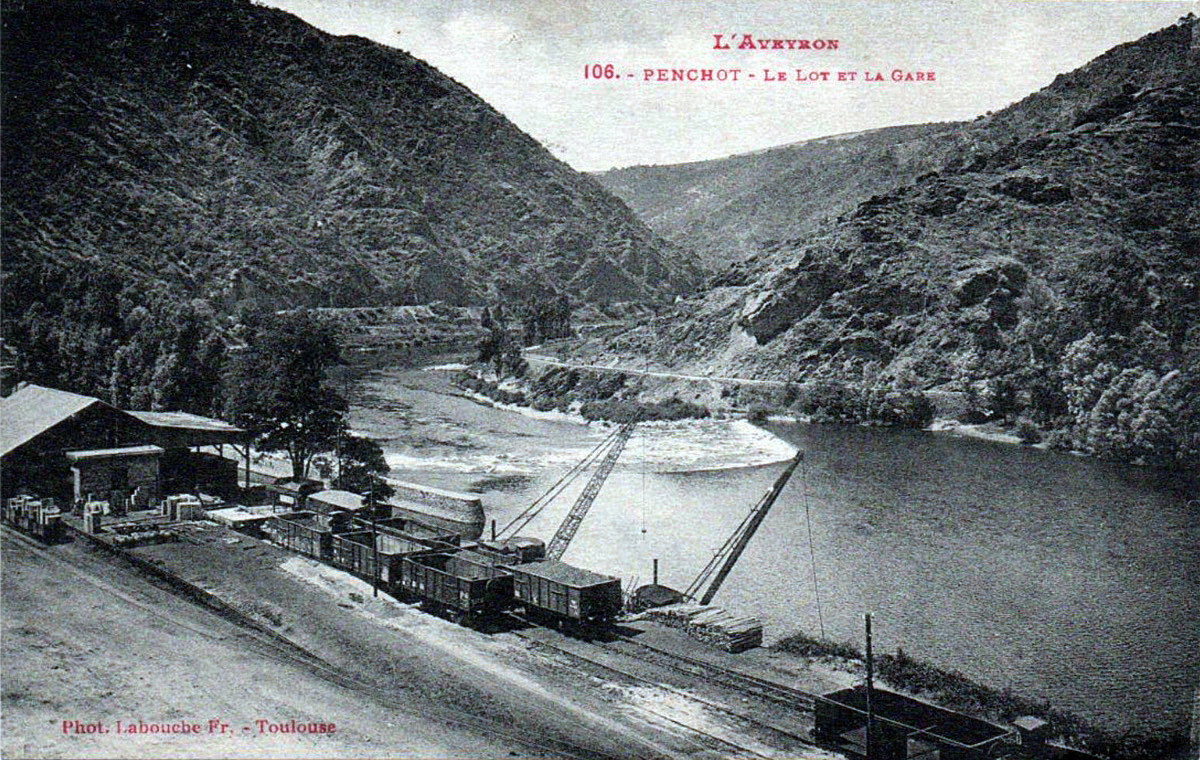
Début des années 1900.
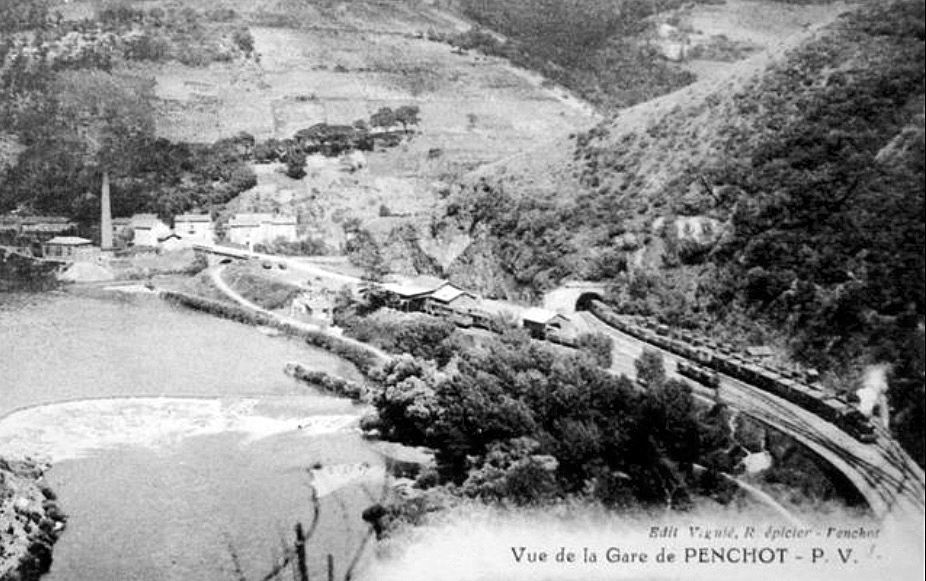
Vers les années 1910.

La gare est fermée à une date inconnue.

## Service des voyageurs
Gare fermée au service des voyageurs sur une ligne en service.

## Patrimoine ferroviaire
Le bâtiment voyageurs d'origine, désaffecté du service ferroviaire, est toujours présent.